# Битва при Візантії (318)
Битва при Візантії (318) – морська битва у Пропонтиді (Мармурове море), що відбулась під час боротьби за владу діадохів (полководців Александра Македонського). 
На другому етапі війни діадохів (318-316 роки до н.е.) проти регента Македонії Полісперхона виступила коаліція у складі Кассандра, Птолемея та Антигона Одноокого. Останній, досягнувши своїх цілей у Малій Азії, готувався до переправлення до Фракії, чому мав завадити командуючий флотом регента Кліт Білий. Флот Антігона знаходився під командуванням стратега Ніканора та налічував 130 кораблів, які, втім, мали недостатньо досвідчені екіпажі. Останнє відіграло свою роль під час битви, коли в умовах зустрічної течії моряки Ніканора не змогли вправно керувати кораблями та втратили 70 із них (за даними Полієна, тоді як Діодор Сиціліський повідомляє лише про 17). 
Ввечері до свого флоту прибув Антигон, котрий наказав готуватись до нової битви та розставив на кораблях гіпаспістів (у македонській армії відбірні легкоозброєні піші вояки), які мали вбивати всіх, хто буде ухилятись від бою. Також він послав до розташованого поблизу союзного Візантію за командами моряків. 
Тим часом флот Полісперхона став на стоянку біля берега, не очікуючи нападу з боку тільки що розгромленого супротивника. Антигон же наказав тисячі лучників та легкоозброєних вояків підійти до стоянки Кліта та раптово почати закидувати її дротиками і стрілами. Як наслідок, у флоті регента почався безлад та паніка, тоді як з моря його атакували 60 кораблів Антигона, що завдали ворогу повної поразки. Кліт намагався втекти через Фракію, проте був схоплений та забитий за наказом її сатрапа Лісімаха.
Хоча через успішні дії Евмена (колишнього секретаря Александра Македонського, а тепер найздібнішого полководця у партії Полісперхона) в Сирії та Фінікії Антигон не зміг реалізувати план вторгнення до Македонії, проте слава про його перемогу чимало допомогла у наступній битві при Россосі.